# حول العالم في ثمانين يوما
حول العالم في ثمانين يومًا (بالفرنسية: Le tour du monde en quatre-vingts jours) إحدى روايات المغامرات التي قام جول فيرن بتأليفها وتم نشرها عام 1873 تدور أحداث القصة حول محاولة فيلياس فوج الإنجليزي الثري والمعروف بنظامه الثابت وخادمه الجديد جان باسبارتو قيامه بالسفر حول العالم في 80 يوم وذلك لكسب رهان بقيمة 20,000£ جنيه استرليني (بما يعادل 1,324,289£ في 2017) بين فيلياس فوج وخمسة من أصدقائه في نادي الإصلاح وما يقابله من صعوبات ومعوقات أثناء الرحلة حتى عودته مرة أخرى إلى لندن. إنها واحدة من أكثر أعمال فيرن المشهود لها.

## ملخص القصة
تبدأ القصة في لندن يوم الأربعاء 2 أكتوبر 1872 ، الثري الإنجليزي الهادئ فيلياس فوج ، و في أول يوم لتعيين خادمه الجديد الذي يبحث عن الراحة جان باسبارتو، يذهب لالنادي حيث يبدأون في الكلام حول سرقة خيرة للبنك، هرب بعدها اللص، و يصل الحديث بهم إلى جدال محتدم حول إمكانية السفر حول العالم و الوقت التي تتطلبه، فيقول أحد الرجال أنها ستتطلب ما يقارب الثلاثة أشهر، أما فلياس فوج فقد أدلى برأيه الدقيق كعادته، إذ قال أنه الرحلة حول العالم ستتطلب ثمانين يومًا بالتمام والكمال و يرسم جدولًا دالًا على ذلك إنظر الأسفل، فيعترض أحد الأثرياء و يقول إن هذا جنون وأنه من المستحيل أن يسافر شخص حول العالم في فترة قصيرة كهذه، وأنه سيراهن بأربعة آلاف جنيه إسترليني على ذلك، و لكن فيلياس يرد بأنه لن يدخل في رهان أقل من 20,000£ جنيه استرليني (بما يعادل 1,324,289£ في 2017) فيوافق مجموعة من السادة ويجمعون المبلغ لكي تبدأ رحلة فيلياس فوج، دون أن يعلم أن أحد أفراد الشرطة يلاحقه ظانًا أنه هو اللص الهارب.
| من لندن المملكة المتحدة إلى السويس في مصر                        | بواسطة قطار عبر سكة الحديدية وعبر البحر المتوسط بواسطة باخرة              | 7 أيام  |
| من السويس إلى بومباي في الهند                                    | بواسطة سفينة بخارية عبر البحر الأحمر والمحيط الهندي                       | 13 يومًا |
| من بومباي إلى كالكوتا في الهند                                   | بواسطة قطار عبر سكة الحديدية                                              | 3 أيام  |
| من كالكوتا إلى هونغ كونغ                                         | بواسطة سفينة بخارية عبر بحر الصين الجنوبي                                 | 13 يومًا |
| من هونغ كونغ إلى يوكوهاما في اليابان                             | بواسطة سفينة بخارية عبر البحر الصين الجنوبي والشرقي من خلال المحيط الهادئ | 6 أيام  |
| من يوكوهاما إلى سان فرانسيسكو في الولايات المتحدة الأمريكية      | بواسطة سفينة بخارية عبر المحيط الهادئ                                     | 22 يومًا |
| من سان فرانسيسكو إلى مدينة نيويورك في الولايات المتحدة الأمريكية | بواسطة قطار عبر سكة الحديدية                                              | 7 أيام  |
| من نيويورك إلى لندن                                              | بواسطة سفينة بخارية عبر المحيط الأطلسي والسكك الحديدية                    | 9 أيام  |
| المجموع                                                          | المجموع                                                                   | 80 يوما |
| خريطة الرحلة                                                     |                                                                           |         |

## إعادة التخيل
تم تكييف الكتاب أو إعادة تخيله عدة مرات بأشكال مختلفة، ومنها:
- فيلم 1956 بعنوان حول العالم في 80 يوما
- فيلم 2004 بعنوان حول العالم في 80 يوما
- رسوم متحركة 1972 بعنوان حول العالم في ثمانين يوما
- رسوم متحركة 2022 بعنوان حول العالم في ثمانين يوما

## روابط خارجية
- حول العالم في ثمانين يوما على موقع مؤسسة هنداوي للتعليم والثقافة
- حول العالم في ثمانين يوما على موقع الموسوعة البريطانية (الإنجليزية)